# 北匈奴
北匈奴是匈奴分裂成兩部之其中一部，相對於移居在河套一帶的南匈奴而言，居住在漠北一帶的匈奴人群，被稱為北匈奴。公元48年，日逐王比稱單于，形成南匈奴，內附漢朝。與北匈奴蒲奴單于分立。後來因與漢朝、南匈奴和鮮卑連年戰爭，兩度西遷至烏孫、康居，進入月氏一帶，之後就沒有了記載。

## 歷史

### 南北匈奴分立
在東漢初年，匈奴就大量進入塞內經營，人口不斷增加。公元46年前後，匈奴國內發生嚴重的自然災害，人畜飢疫，死亡大半。在這種情況下，統治階級因爭權奪利，稱雄漠北長達數百年的匈奴發生分裂。公元48年，匈奴八部族人，其貴胄八部大人起兵叛亂，目的是為爭奪王位，匈奴大小單于混戰不休，互相殘殺，逐漸分裂成南北二部，南方共立呼韓邪單于之孫日逐王比為單于，與北方的北匈奴蒲奴單于分庭抗禮。之後日逐王比率4萬多人南下附漢稱臣稱為南匈奴，為新的單于，被漢朝安置在河套地區開拓，作為緩衝地帶。

### 漢伐北匈奴及爭奪西域
留居漠北的北匈奴，連年遭受嚴重天災，又受到南匈奴、烏桓、鮮卑的攻擊，退居漠北後社會經濟極度萎縮，力量大大削弱，多次遣使向東漢請求和親。其一怕東漢北伐，其二想挑撥破壞東漢與南匈奴的關係，以免南匈奴聯合漢朝襲擊；其三想在西域抬高自己聲望，其四想通過和親與東漢互市交換所需物資。東漢政府沒有答應和親，僅同意雙方人民互市。但北匈奴因為貧困，從公元65年至公元72年不斷入侵東漢漁陽至河西走廊北部邊塞，隨著東漢的政治穩定和經濟得到恢复發展，國力增强，在南匈奴的支持下，開始了征伐北匈奴的戰爭。
公元73年二月，東漢派竇固以四路大軍出擊佔據伊吾盧城(今新疆哈密)。同年，派班超通西域南路鄯善國，75年至76年漢匈之間對西域展開了一場爭奪戰，竇固、耿恭擊敗呼衍王和左鹿蠡王，占車師、爭奪金滿城，因漢明帝死，中原大旱，人民負擔太重，暫時罷兵。
83年，鮮卑擊敗北匈奴，南匈奴單于上書漢庭，希望藉此機會北伐，王庭回到北匈奴。但被阻止。83年至85年北匈奴人先後有七十三批南下附漢，加上南匈奴攻擊，北匈奴力量大大削弱。87年鮮卑從東部猛攻北匈奴，殺死優留單于。

### 漢破北匈奴
優留單于死後，北匈奴大亂，漠北又發生蝗災，人民饑饉，內部衝突不斷，北匈奴內部危機連連。東漢乘此時機，於89年到91年與南匈奴聯合夾擊北匈奴。
公元89年（東漢永元元年）夏六月開始，竇憲、征西將軍耿秉等人，率漢軍出雞鹿塞攻打北匈奴，與南匈奴軍隊在涿邪山會合（今蒙古國滿達勒戈壁附近）後，與北單于戰于稽落山（今蒙古國額布根山），聯軍於河雲擊破北匈奴，北單于受傷率轻骑数十逃走。汉匈联军得到北单于的玉玺，俘获北单于的母亲及男女五人。斬首八千級，生虜數千口。北單于大敗逃走，漢軍追擊3000餘里（當時一里約相當於今400-500米左右），俘殺一萬三千餘人，北匈奴先後有二十餘萬人歸附。竇憲、耿秉登燕然山（今蒙古國杭愛山）刻石紀功而還。漢書的編纂者班固，作為隨軍記者出征紀錄，他奉竇憲之命作《燕然山銘》。
公元90年（永元二年），大將軍竇憲派校尉閻讋率精騎三千突襲漠北，在今天新疆哈密伊吾大敗駐紮於此的北匈奴別部。一年後，91年，東漢軍又出擊金微山（今阿爾泰山），右校尉耿夔、司馬任奉竇憲軍令引漢軍出居延塞，在南匈奴的配合下長途奔襲5000餘里，在金微山（今阿爾泰山）大敗北匈奴軍，迫使北單于西遷鄂爾渾河流域，率殘部西逃烏孫與康居。
公元92年，北單于弟於除鞬自立為單于，向漢廷乞降，漢和帝命耿夔授與璽綬。但北匈奴仍不穩定，隔年於除鞬叛變，被中郎將任尚討伐。又到了94年，南匈奴單于師子立。新降的北匈奴部眾對單于師子不服，在同年，十五部二十幾萬人皆叛變，脅迫前單于屯屠何之子奧鞬日逐王逢侯為單于，匈奴再次分裂，東漢派遣大軍以及烏桓、鮮卑兵共四萬人大敗逢侯，逢侯遂率眾出塞，漢軍追趕不及。

### 北匈奴西遷
在91年北單于戰敗後，西逃至伊犁河流域的烏孫國，率殘部與其他不服的漢朝的份子在此發展，在其立足後，仍然出沒於天山南北，實施掠奪。107年，逢侯趁東漢放棄西域之際，控制西域，脅迫諸國共同搔擾東漢邊疆十幾年。118年，逢侯被鮮卑擊敗，率領百餘人重新投靠東漢。
119年，北匈奴攻陷了伊吾，殺死了漢朝的伊吾守將索班，並重霸哈密等綠洲小國。為了對付西域的北匈奴，東漢朝廷任命班勇為西域長史，屯兵柳中，班勇於124年、126年兩次擊敗北匈奴，西域的局勢開始穩定。在班勇離職後，北匈奴勢力又重新抬頭，漢將裴岑於137年率軍擊斃北匈奴呼衍王於巴里坤，151年夏，新呼衍王率兵攻伊吾屯城。汉遣司马达领敦煌、酒泉、张掖等吏士4000余人，援救伊吾，至蒲類海（今新疆的巴里坤湖）司馬達部擊斃北匈奴呼衍王。新呼衍王闻讯退去，汉军无功而还。但北匈奴在西域遭到漢朝的反擊，已無力抵禦咄咄逼人的東漢大軍，不得已開始了第二次兇險莫測的漫漫西遷之路。
因為匈奴餘眾已無法立足西域，被逼無奈，再次狼狽西逃。呼衍王率北匈奴又向西撤退，大約在160年左右，北匈奴的一部分又開始了西遷，來到了錫爾河流域，錫爾河是中亞的內陸河，流經今天的烏茲別克、哈薩克等國，注入鹹海。在漢時，這裡是康居國。至於北匈奴人在康居的活動，因為缺乏史料記載，就不得而知了。

## 北匈奴與匈人
在3世紀末，一个草原民族突然出現在欧洲人的視野內，東征西討建立了一個龐大的帝國。在欧洲文献裡他们被称为，中文译“匈人”或者“匈奴人”。匈人於350年左右進入歐洲，隨後在稱為巴蘭比爾王的領導下開始了他們的征服戰爭，第一個目標便是當時稱為阿蘭的伊朗语族人國度。
东亚的北匈奴在被汉朝军队击败之后西迁，其后是否成了入侵欧洲的匈人尚无定论。也可以解釋為西遷的北匈奴人壓迫到了日耳曼人原來的生存空間，造成日耳曼人的南侵，間接促成了西羅馬帝國的滅亡。肯定这一想法的人认为，北匈奴远走欧洲，一部分在高加索，一部分在中伏尔加河地区（今天的俄罗斯鞑靼自治共和国），一部分在下多瑙河（今天的保加利亚），一部分在中多瑙河（今天的匈牙利）。中亚匈奴一部分与图兰低地民族融合（中亚河中地区），一部分在阿富汗山区（吐火羅斯坦），一部分在印度旁遮普邦，即是白匈奴。